# 君塚ひなた
君塚 ひなた（きみつか ひなた、1992年2月16日 - ）は、日本のAV女優。LINX所属。

## 略歴・人物
神奈川県出身。
2022年7月、マドンナの専属女優としてAVデビュー。
3作品に出演後、専属を離れ企画単体女優となる。
趣味・特技はダーツ、サウナ。

## 作品

### アダルトDVD
- ハードファックに憧れる 笑顔が眩しいGカップ人妻 君塚ひなた 30歳 AV Debut（7月26日、マドンナ）
- マドンナ専属 第2弾!!中出し解禁!! 夫の親友に孕ませられた私（8月23日、マドンナ）
- 義父と同居して4年…これは私が生で挿入され続けて、快感に目覚めて、妊娠するまでの話です。（9月27日、マドンナ）

- はだかの主婦 渋谷区在住 君塚ひなた(30)（2月20日、プラネットプラス）※Blu-ray Disc版 同時発売
- お願い、管理人さん… 私を抱きしめて。（3月7日、アタッカーズ）
- あなた、許して…。 －親切心の落とし穴－（4月4日、アタッカーズ）
- 資産家の義父と嫁（4月5日、プラネットプラス）※Blu-ray Disc版 同時発売
- 2泊3日の夫婦交換キャンプ 4（4月11日、ながえスタイル）※Blu-ray Disc版 同時発売
- これは部下に厳しいムチムチ女上司にセクハラしたら怒られるどころかセックスまで出来た話です。（4月25日、マドンナ）
- 「時間ないから早くヤリたいです」 上品で絶倫。 マッチングアプリでゲット!! 出会って超速ホテルIN即マン! 美人妻は即効型の都合のイイ絶倫タダマンビッチだった。 人妻:ひなたさん。（5月2日、ナンパJAPAN）
- お母さんに毎日好き好きオーラを浴びせた一ヶ月後、理性が外れたお母さんと子作りセックスを何度も何度も繰り返した。（5月9日、ダスッ!）
- 夫の目の前で犯されて― 外伝 人妻奴隷契約（6月6日、アタッカーズ）
- 人妻の浮気心（6月6日、人妻援護会）※ネット配信『舞ワイフ』のDVD版
- 累計3万DL越え!! 某SNSで話題沸騰した「理想の女上司」がMadonnaで実写化!! 原作・IV VA SHIN 職場の先輩 SNSでは公開しきれなかった卑猥なSEXシーンを再現!! さらに実写オリジナル社内FUCKも特別収録!!（6月27日、マドンナ）※Blu-ray Disc版 同時発売
- 完全着衣 魅惑のコスプレクイーン（7月18日、ミル）

### ネット配信
- 日向（1月28日、素人ホイホイZ）
- HINA（2月2日、素人ホイホイSH）
- 【絶頂のGカップ】セックスに飢えた極上のカラダ!こんな綺麗な顔して…オナニー大好き美容部員の濃厚SEX! 応募素人、初AV撮影 314（3月9日、シロウトTV）
- No.1312　君塚 沙織（3月16日、舞ワイフ）※「君塚沙織」名義
- No.1321　君塚 沙織 蒼い再会（4月18日、舞ワイフ）※「君塚沙織」名義
- ラグジュTV 1666 君塚日向 30歳 秘書 「出会いがなくて応募しました…」落ちつきある清楚なルックスとGカップという極上スタイルを持つ美人秘書が欲求不満でAV出演を決意! オイルまみれの豊満ボディーを震わせながらじっくり濃厚な大人のセックスで快感に浸る!（4月23日、ラグジュTV）※「君塚日向」名義

### イメージDVD
- ヴィーナス・テルメ（2023年6月29日、オルスタックソフト販売）※Blu-ray Disc版 同時発売

### デジタル写真集
- はだかの主婦（2023年2月20日、プラネットプラス）
- 資産家の義父と嫁（2023年4月6日、プラネットプラス）

## 掲載

### 雑誌
- 週刊大衆 2022年12月5日号（双葉社） - グラビア「Gカップ人妻「着物ヌード」密会写」
- 働くレディ お貸ししますSP Vol.14（大洋図書） - グラビア
- 週刊大衆 2023年1月30日号（双葉社） - グラビア「Gカップ貞淑妻「白肌ヌード」不倫写」